# Needles
Needles (in mohave: ʼAha Kuloh) è una città situata nella parte orientale della contea di San Bernardino, in California, negli Stati Uniti. Si trova sulle rive occidentali del fiume Colorado nella subregione della Mohave Valley del deserto del Mojave, vicino ai confini con l'Arizona e il Nevada e a circa 180 chilometri dalla Las Vegas Strip. È la città più orientale dell'area metropolitana di San Bernardino-Riverside. Needles è geograficamente isolata dalle altre città della contea. Barstow, la città più vicina all'interno della contea, è separata da Needles da oltre 140 miglia di deserto e 2 catene montuose. La città è accessibile tramite la Interstate 40 e la U.S. Route 95. La popolazione era di 4 844 abitanti al censimento del 2010, in aumento rispetto al censimento del 2000, quando la popolazione era di 4 830 abitanti.
Needles prende il nome dai "Needles", un gruppo di pinnacoli nei monti Mohave sul lato dell'Arizona del fiume a sud della città. La grande comunità di nativi americani dei Mohave condivide la vicina riserva indiana di Fort Mojave e la città. Needles è una porta d'accesso alla riserva nazionale del Mojave.

## Geografia fisica
Secondo lo United States Census Bureau, ha un'area totale di 31,28 mi² (81,01 km²).

## Società

### Evoluzione demografica
Secondo il censimento del 2010, la popolazione era di 4 844 abitanti.

### Etnie e minoranze straniere
Secondo il censimento del 2010, la composizione etnica della città era formata dal 75,7% di bianchi, il 2,0% di afroamericani, l'8,2% di nativi americani, lo 0,7% di asiatici, lo 0,2% di oceanici, il 6,7% di altre etnie, e il 6,5% di due o più etnie. Ispanici o latinos di qualunque etnia erano il 22,4% della popolazione.